# Парламентские выборы в Турции (2018)
Парламентские выборы в Турции состоялись 24 июня 2018 года одновременно с президентскими выборами, проходящими в тот же день. Изначально были запланированы на 3 ноября 2019 года, но президент Турции Реджеп Тайип Эрдоган назначил досрочные выборы на 18 апреля. Благодаря ряду поправок к Конституции, принятых на референдуме 2017 года, число депутатов будет увеличено с прежних 550 до 600. Эти представители избираются избирателями в 87 избирательных округах Турции по партийным спискам пропорционального представительства.

## Фон

### Выборы 2015 года
После выборов в июне 2015 г. в результате в правящей партии справедливости и развития (ПСР) теряет свое большинство, четыре партии в Великом Национальном собрании столкнулись с перспективой создания коалиционного правительства. Однако, после формирования правительства переговоры сорвались, раньше выборы были назначены на ноябрь 2015 года. На внеочередных выборах ПСР удалось вернуть себе абсолютное парламентское большинство, получив 317 парламентских кресел из 550. Остальные места распределились следующим образом: народно-Республиканская партия (НРП) — 134, Демократическая партия народов (ДПН) — 59, и Партия националистического движения (МХП) — 40. После ноября 2015 года выборов ПСР сформировало однопартийное правительство под руководством ее лидера Ахмета Давутоглу. Как таковой, Президент Турции Реджеп Тайип Эрдоган остался номинально не в состоянии вызвать переход от парламентской к президентской системе, как его ПСР выступала в преддверии выборов. Кроме того, он столкнулся с оппозицией по этому вопросу с премьер-министром Давутоглу, который якобы провел оговорки по изменению формы правления. В мае 2016 года, Давутоглу подал в отставку, сославшись на разногласия с Эрдоганом. Его сменил Бинали Йылдырым.

## Избирательная система
На 600 членов Великого Национального собрания Турции будет избираться по партийным спискам пропорционального представительства в 85 избирательных округах, по методу Д’Ондта. Для целей выборов в законодательные органы, 77 из 81 провинции Турции составляют район. Из-за большого населения, провинции Бурса и Измир делятся на два района, в то время как в провинции Анкара и Стамбул — на три.
После вступления Турции по Конституции 1982 года, политические партии обязаны пройти избирательный порог в 10 % от всенародного голосования чтобы получить места в парламенте. Кроме того, участники должны быть официально организованы по крайней мере в половине провинций (41 и более) и по меньшей мере в трети округов в этих провинциях, и должны выдвинуть двух кандидатов в 41 или больше провинций, чтобы иметь право на места.

### Избирательные альянсы
В начале 2018 года, правящая Партия справедливости и развития (ПСР) и оппозиционная крайне правая Партия националистического движения (ПНД) приняли закон о альянсах. Это произошло из-за того, что ПНД имела низкие рейтинги в опросах, которые, казалось, не могли преодолеть барьер в 10 % голосов.
Новый закон об избирательных альянсах позволяет сторонам заключать союзы и представить их в избирком, что означает, что они будут сгруппированы под именем альянса в избирательных бюллетенях. Кроме того, избиратели получат возможность голосовать за Альянс в целом, если они не отдают предпочтение какой-то конкретной стороне. Голоса, отданные за альянс, а не партии будут распределены на каждого члена партии альянса на выборах районного уровня в зависимости от их голосования. Например, если партия А и партия Б были в Альянсе и получили 60 и 40 голосов в избирательном округе, соответственно, затем 60 % голосов, отданных за Альянс в целом, будет отдано участнику А, а 40 % будет отдано участнику Б. Таким образом, если 10 голосов было отдано за Альянс, партия А будет иметь в общей сложности 66 (60+6) голосов, а партия Б будет иметь 44 (40+4) голосов.

### Противоборствующие партии
| Номер в бюллетене # | Коалиция        | Коалиция | Партия                                                         | Идеология                              | Лидер                         |
| ------------------- | --------------- | -------- | -------------------------------------------------------------- | -------------------------------------- | ----------------------------- |
| 1                   | Народный альянс | AKP      | Партия справедливости и развития Adalet ve Kalkınma Partisi    | Консерватизм, исламизм                 | Эрдоган, Реджеп Тайип         |
| 2                   | Народный альянс | MHP      | Партия националистического движения Milliyetçi Hareket Partisi | Турецкий национализм                   | Бахчели, Девлет               |
| 3                   | Нет             | HÜDAPAR  | Дело свободы Hür Dava Partisi                                  | Прокурдская, исламизм                  | Мехмет Явуз                   |
| 4                   | Нет             | VATAN    | Партия родины Vatan Partisi                                    | Левый национализм                      | Перинчек, Догу                |
| 5                   | Нет             | HDP      | Демократическая партия народов Halkların Demokratik Partisi    | Демократический социализм, прокурдская | Булдан, Первин Темелли, Сезаи |
| 6                   | Альянс нации    | CHP      | Республиканская народная партия Cumhuriyet Halk Partisi        | Социал-демократия,кемализм             | Кылычдароглу, Кемаль          |
| 7                   | Альянс нации    | SP       | Партия счастья Saadet Partisi                                  | Исламизм, консерватизм                 | Карамоллаоглу, Темель         |
| 8                   | Альянс нации    | İYİ      | Хорошая партия İyi Parti                                       | Турецкий национализм                   | Акшенер, Мерал                |

## Результаты
Народный Альянс (жёлтым)
- ПСР 295 мест 21,335,579 голосов −6,94 %, −22 места 42,56 %
- ПНД 49 мест 5,564,517 голосов −0,80 %, +9 мест 11,1 %

Альянс Нации (красным)
- НРП 146 мест 11,348,899 голосов −2,68 %, +12 мест 22,64 %
- Хорошая партия 43 места 4,990,710 голосов новая 9,96 %

Курды (фиолетовым)
- ДПН 67 мест 5,866,309 голосов +0,94 %, +8 мест 11,7 %
- Другие партии и независимые 0 мест 1,024,405 голосов 0,7 %[3]

| Партия | Партия                | Руководитель     | Голосов    | %     | +/-    | Мест | +/-   |
| ------ | --------------------- | ---------------- | ---------- | ----- | ------ | ---- | ----- |
|        | ПСР                   | Эрдоган          | 21.338.693 | 42,56 | ▼6,94  | 295  | ▼22   |
|        | НРП                   | Кылычдароглу     | 11.354.190 | 22,64 | ▼2,67  | 146  | ▼12   |
|        | НДП                   | Булдан и Темелли | 5.867.302  | 11,70 | ▼0,94  | 67   | ▼8    |
|        | ПНД                   | Бахчели          | 5.565.331  | 11,10 | ▼0,80  | 49   | ▼9    |
|        | Хорошая партия        | Акшенер          | 4.993.479  | 9,96  | новая  | 43   | новая |
|        | Партия благоденствия  | Карамоллаоглу    | 672.139    | 1.34  | ▲ 0,66 | 0    | 0     |
|        | Партия свободное дело | Явуз             | 155.539    | 0,31  | новая  | 0    | -     |
|        | Партия родины         | Перинчек         | 114.872    | 0.23  | ▼0,02  | 0    | 0     |
|        | независимые           | -                | 75.630     | 0.16  | -      | 0    | 0     |